# ウィリアム・ヴェイン (第3代クリーヴランド公爵)
第3代クリーヴランド公爵ウィリアム・ジョン・フレデリック・ヴェイン（英語: William John Frederick Vane, 3rd Duke of Cleveland、1792年4月3日 – 1864年9月6日）は、イギリスの貴族、政治家。1827年から1864年までウィリアム・ジョン・フレデリック・ポーレット卿の儀礼称号を使用した。庶民院議員（1812年 – 1815年、1815年 – 1831年、1846年 – 1857年）を務めた。1810年代から1820年代にかけてはホイッグ党所属とされたが、第1回選挙法改正でトーリー党議員の議案に賛成票を投じたため、有権者と父の支持を失って議員を退任した。父の死後の1846年に再度立候補したときには保守党自由派（Liberal Conservative、ピール派）所属とされた。

## 生涯

### 生い立ち
第3代ダーリントン伯爵ウィリアム・ヘンリー・ヴェイン（1827年に初代クリーヴランド侯爵に、1833年に初代クリーヴランド公爵に叙爵）と1人目の妻キャサリン（Katherine、1766年 – 1807年6月17日、第6代ボルトン公爵ハリー・ポーレットの娘）の次男として、1792年4月3日に生まれ、5月5日にピカデリーのセント・ジェームズ教会で洗礼を受けた。1809年5月24日にオックスフォード大学ブレーズノーズ・カレッジに入学、1812年6月10日にM.A.の学位を修得した。

### ホイッグ党の議員として
1812年イギリス総選挙で父の懐中選挙区であるウィンチェルシー選挙区から出馬して庶民院議員に当選した。1813年4月に母方の祖母が死去すると、その遺言状に基づき1813年4月14日に国王の認可状を得て、姓を母の旧姓であるポーレット（Powlett）に改めた。これによりデヴォンなどで広大な領地を継承した。議会では父と同じくホイッグ党に属し、カトリック解放に賛成（1813年5月、1815年5月、1816年5月、1817年5月）、イギリス東インド会社の貿易独占延長に反対（1813年6月）、穀物法に反対（1815年3月）、第七次対仏大同盟への参加に反対（1815年4月、1815年5月）した。カウンティ・ダラム選挙区から選出されて庶民院議員を務めていた兄ヘンリーが軍職就任に伴い1815年7月に議員を退任すると、ウィリアムはウィンチェルシー選挙区選出議員を辞任してカウンティ・ダラム選挙区の補欠選挙（1815年8月）に出馬、無投票で当選した。2度目の当選以降も度々ホイッグ党の立場から政府の議案に反対票を投じたものの、選挙改革はあまり支持せず、1817年5月には第5代準男爵サー・フランシス・バーデットの選挙改革動議に反対票を投じた。
1818年イギリス総選挙で再選したが、1819年のピータールーの虐殺の後は政府が提出した治安六法に賛成した。1820年イギリス総選挙ではトーリー党がカウンティ・ダラム選出のジョン・ジョージ・ラムトン（ホイッグ党急進派所属）を落選させようとして、シティ・オブ・ダラム選挙区選出議員リチャード・ウォートンを鞍替えさせた。ラムトンが第2代グレイ伯爵チャールズ・グレイや現地のホイッグ党員からの支持を受けてリヴァプール伯爵内閣批判を展開、ウォートンを「腐敗選挙区の守護者」（keeper of rotten boroughs）と非難した一方、ポーレットはラムトンとの協力を拒否した上「無所属」（independence）であると主張しようとした。これによりポーレットは俄然不利になったという。結果的にはラムトン1,751票、ポーレット1,137票、ウォートン904票でラムトンとポーレットが再選したが、ラムトンの主張によればこれはラムトンが選挙に3万ポンドほどを費やした上で150票以上をポーレットに譲った結果だったという。ウォートンは痛風で選挙活動に出られなかったときもあり、ローランド・バードンはウォートンの遊説を完全な失敗であるとした。1820年の再選以降はジョージ4世と王妃キャロライン・オブ・ブランズウィックの離婚問題で王妃を支持（1821年）、カトリック解放を支持（1821年2月、1825年3月、1825年4月、1825年5月）、通貨偽造の死刑廃止を支持（1821年5月）、刑法改革を支持（1821年5月、1822年5月）、奴隷制度廃止を支持（1824年3月、1824年5月、1826年4月）、選挙改革を支持（1821年4月、1822年4月、1823年4月、1823年6月）した。

### 第1回選挙法改正
1826年イギリス総選挙では1820年と違い、トーリー党との大きな対立はなく、ラムトンとポーレットが順当に再選した。選挙にあたり、外務大臣ジョージ・カニングによる南米諸国独立承認への支持を表明した。1826年の再選以降はカトリック解放に賛成（1827年3月、1828年5月、1829年3月）、審査法廃止に賛成（1828年2月）、イギリス東インド会社の認可状更新に反対（1829年5月、1830年3月）した。1827年にカニング内閣が成立すると与党に転じ、1828年から1830年までのウェリントン公爵内閣でも表立って反対はしなかった。カウンティ・ダラムではポーレットを「両党の間を都合よく行き来する」（trimming between the parties）として批判する声もあったものの、ポーレットは1830年イギリス総選挙で再選した。そして、第1回選挙法改正における第一次改革法案でトーリー党のアイザック・ガスコインが提出した動議（1831年3月）に賛成票を投じると、ついに有権者の支持も父からの支持も失い、1831年イギリス総選挙では父が選挙法改正の支持者を当選させることに1万ポンドを出すと表明するに至った。結果的にはポーレットが立候補を辞退したが、引退声明でも性急な改革の危険性に言及して、自身の意見を撤回しなかった。

### 保守党の議員として
1831年に議員を退任した後、父の存命中には2度と立候補しなかった。1846年に保守党自由派（Liberal Conservative）としてセント・アイヴス選挙区の補欠選挙に出馬、無投票で当選した後、1847年イギリス総選挙で262票を得て再選した。1852年イギリス総選挙でラッドロー選挙区に鞍替えして、得票数2位（214票）で再選した。1857年イギリス総選挙で同選挙区に出馬せず、議員を退任した。

### 晩年
1864年1月18日に兄ヘンリーが死去すると、クリーヴランド公爵位を継承、同年3月4日に女王の認可状を得て姓をヴェインに戻した。しかし自身も同年9月6日にレイビー城で死去、カウンティ・ダラムのステインクロス（Staincross）にあるセント・メアリー教会に埋葬された。子女がおらず、爵位は弟ハリー・ジョージが継承した。遺産は存命中に大半が弟と甥サー・モーガン・ヴェイン（Sir Morgan Vane、1809年 – 1886年）に贈与されている。

## 人物
競馬を趣味としており、「競馬好きの間で尊敬された」（respected in racing circles）という。また、「優しい心を持つ男」（kind hearted man）とも形容された。

## 家族
1815年7月3日、グレース・キャロライン・ラウザー（Grace Caroline Lowther、1792年2月17日 – 1883年11月1日、初代ロンズデール伯爵ウィリアム・ラウザーの五女）と結婚したが、2人の間に子供はいなかった。